# Eoophyla carcassoni
Eoophyla carcassoni là một loài bướm đêm trong họ Crambidae.